# Chim ruồi họng đỏ
Chim ruồi họng đỏ (danh pháp hai phần: Archilochus colubris) là một loài chim trong họ Chim ruồi. Nó là loài duy nhất của chim ruồi thường xuyên xây tổ về phía đông của sông Mississippi Bắc Mỹ.

## Mô tả
Chim ruồi họng đỏ dài 7–9 cm (2,8–3,5 in) và có sải cánh dài 8–11 cm (3,1–4,3 in). Trọng lượng từ 2 đến 6 g (0,071 đến 0,212 oz), con trống có trọng lượng trung bình 3,4 g (0,12 oz) con mái to hơn một chút với trọng lượng trung bình 3,8 g (0,13 oz). Con trưởng thành có màu xanh kim loại phía trên và màu trắng hơi xám ở phía dưới. Mỏ dài, thẳng và mảnh. Chúng là loài dị hình giới tính.

## Hình ảnh

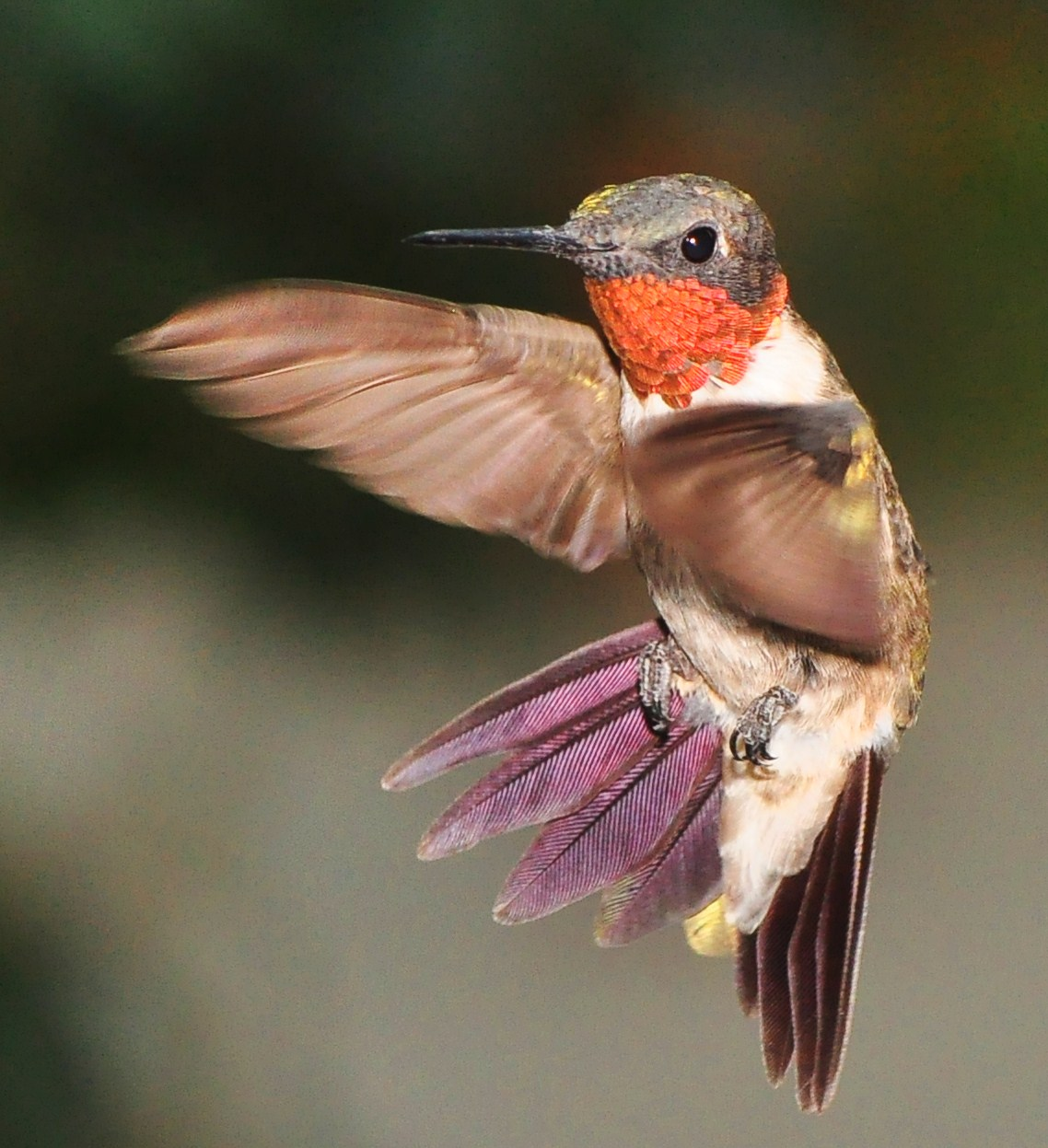
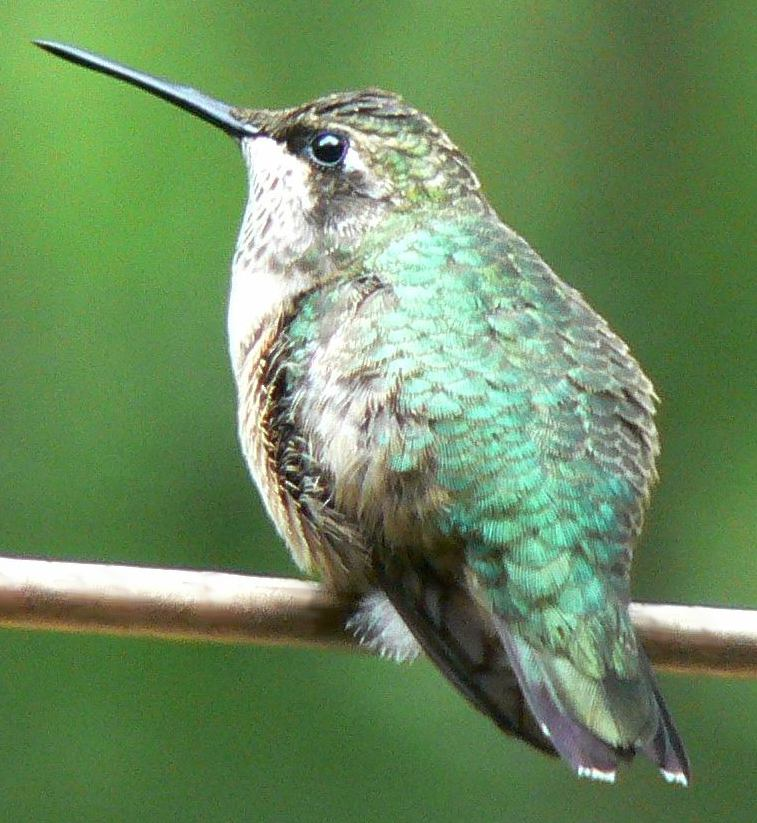
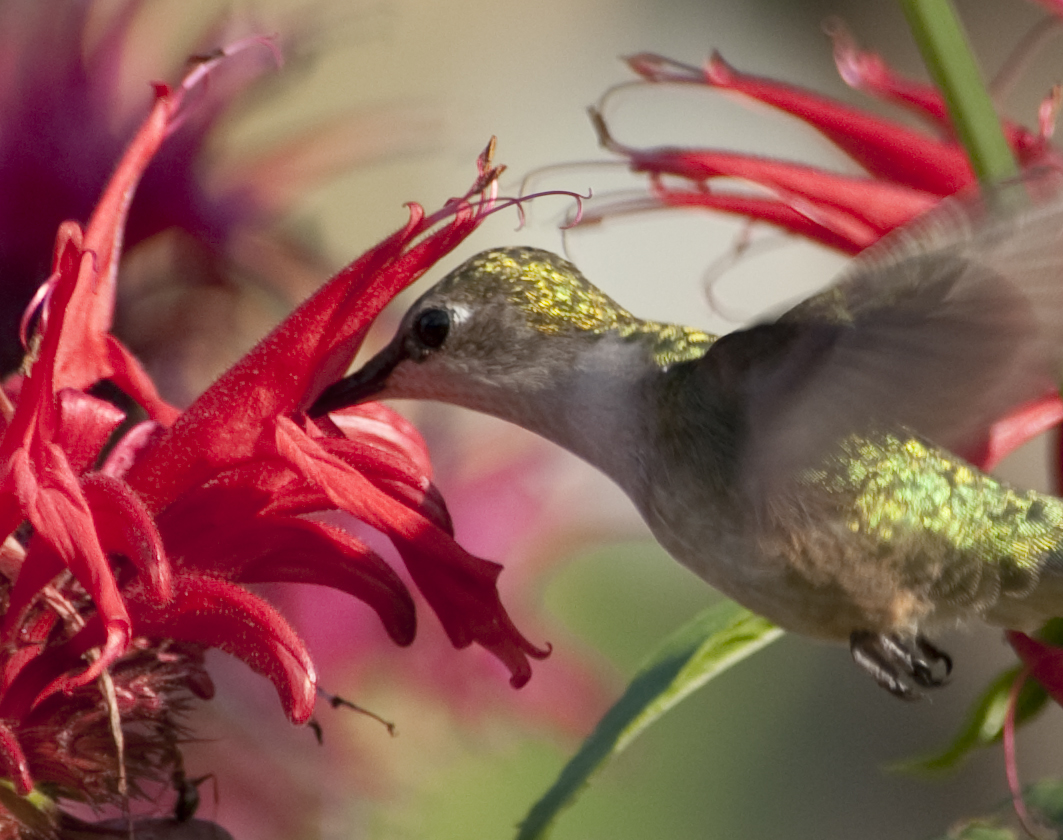
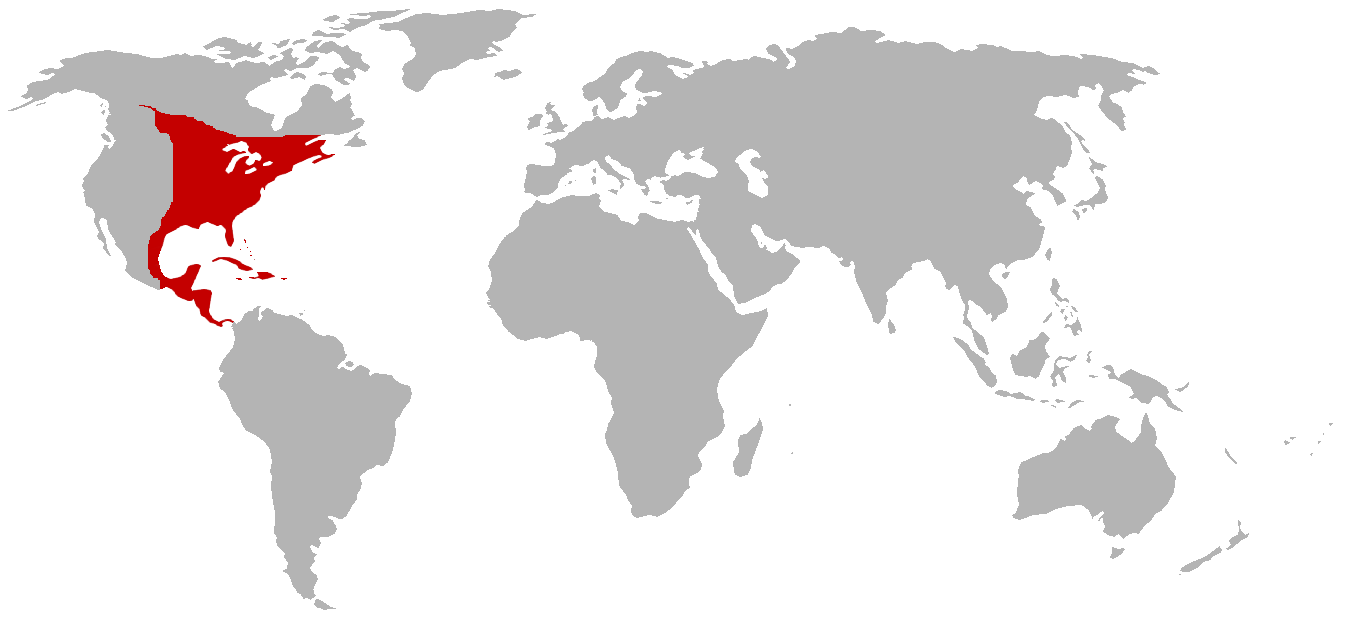
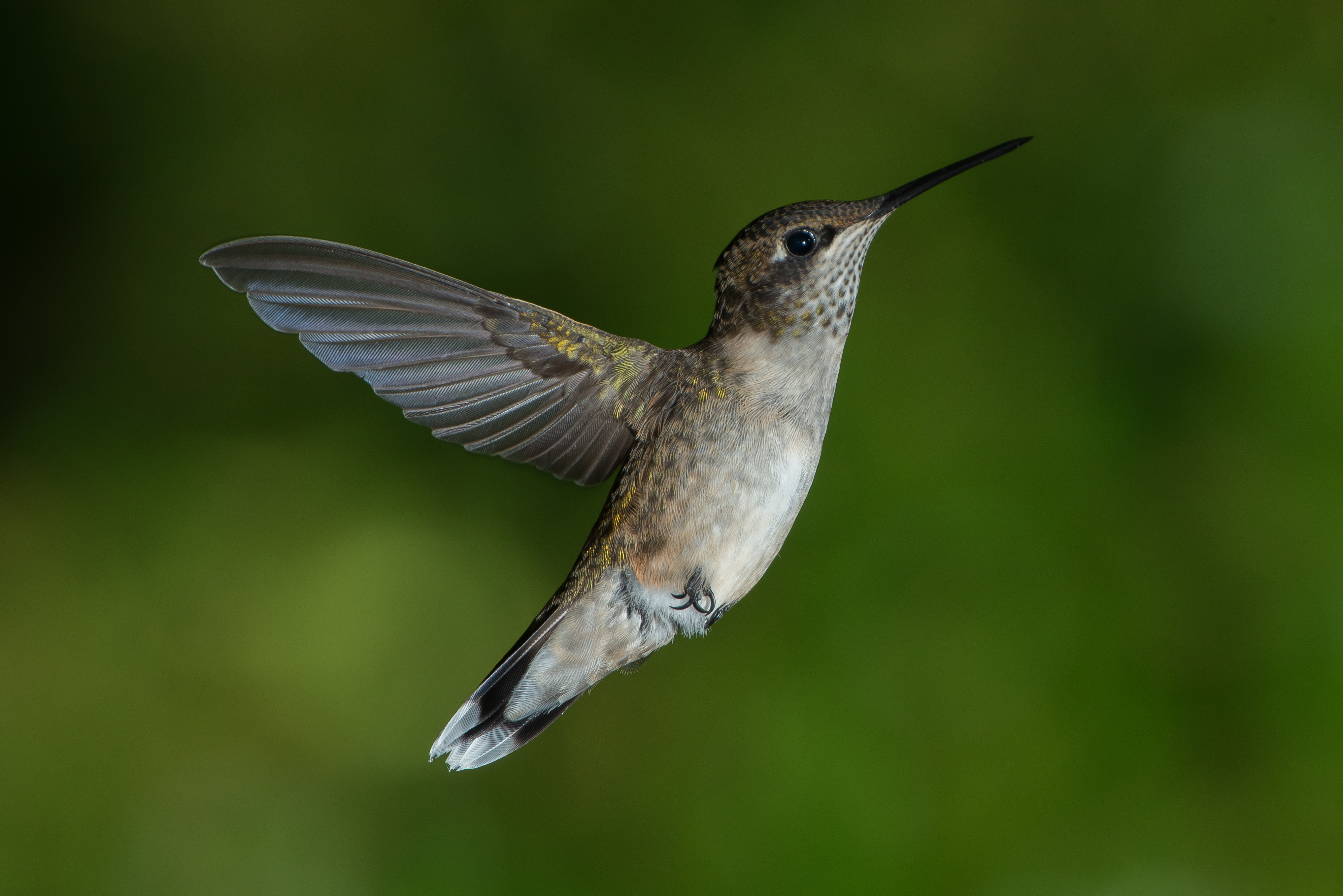
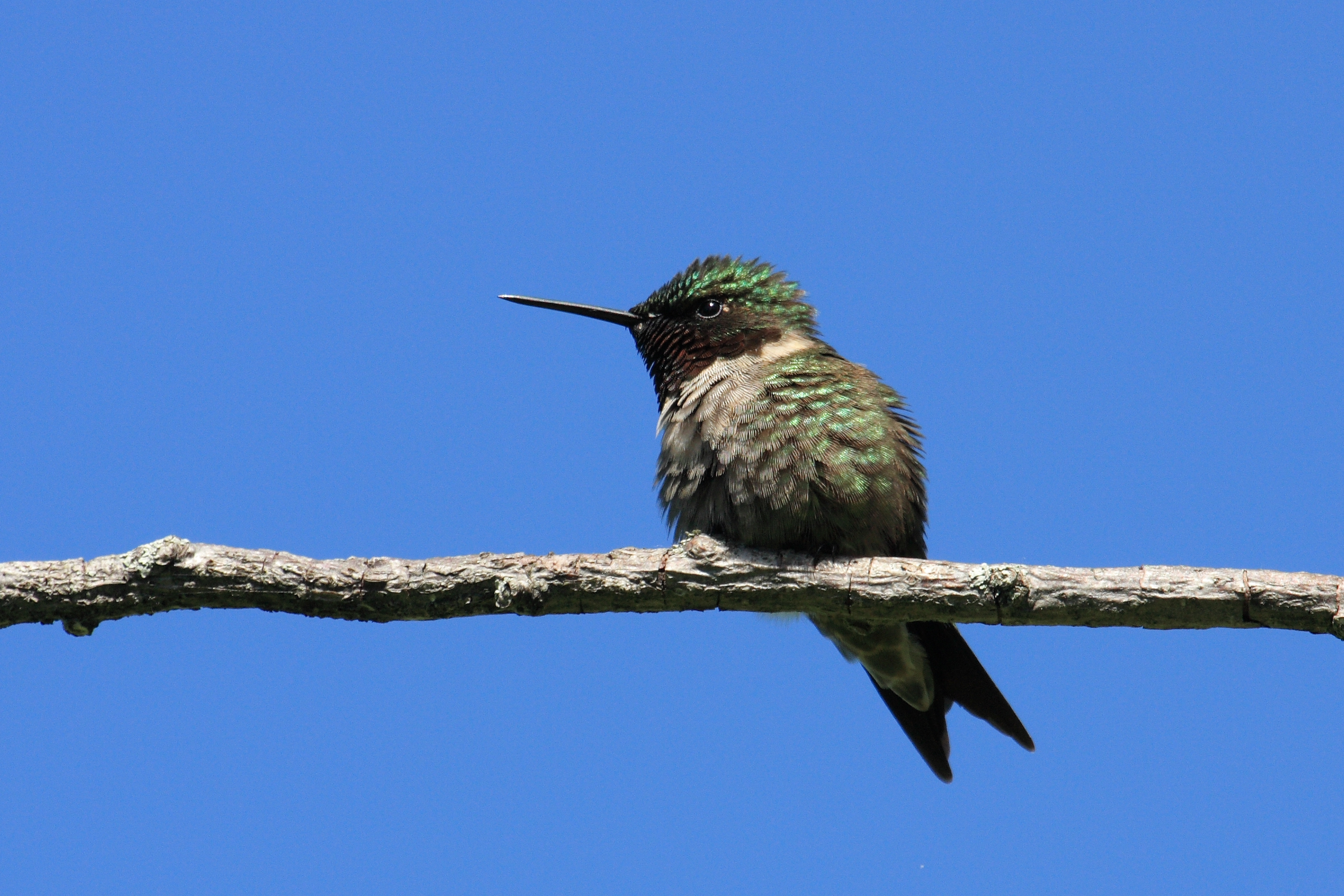
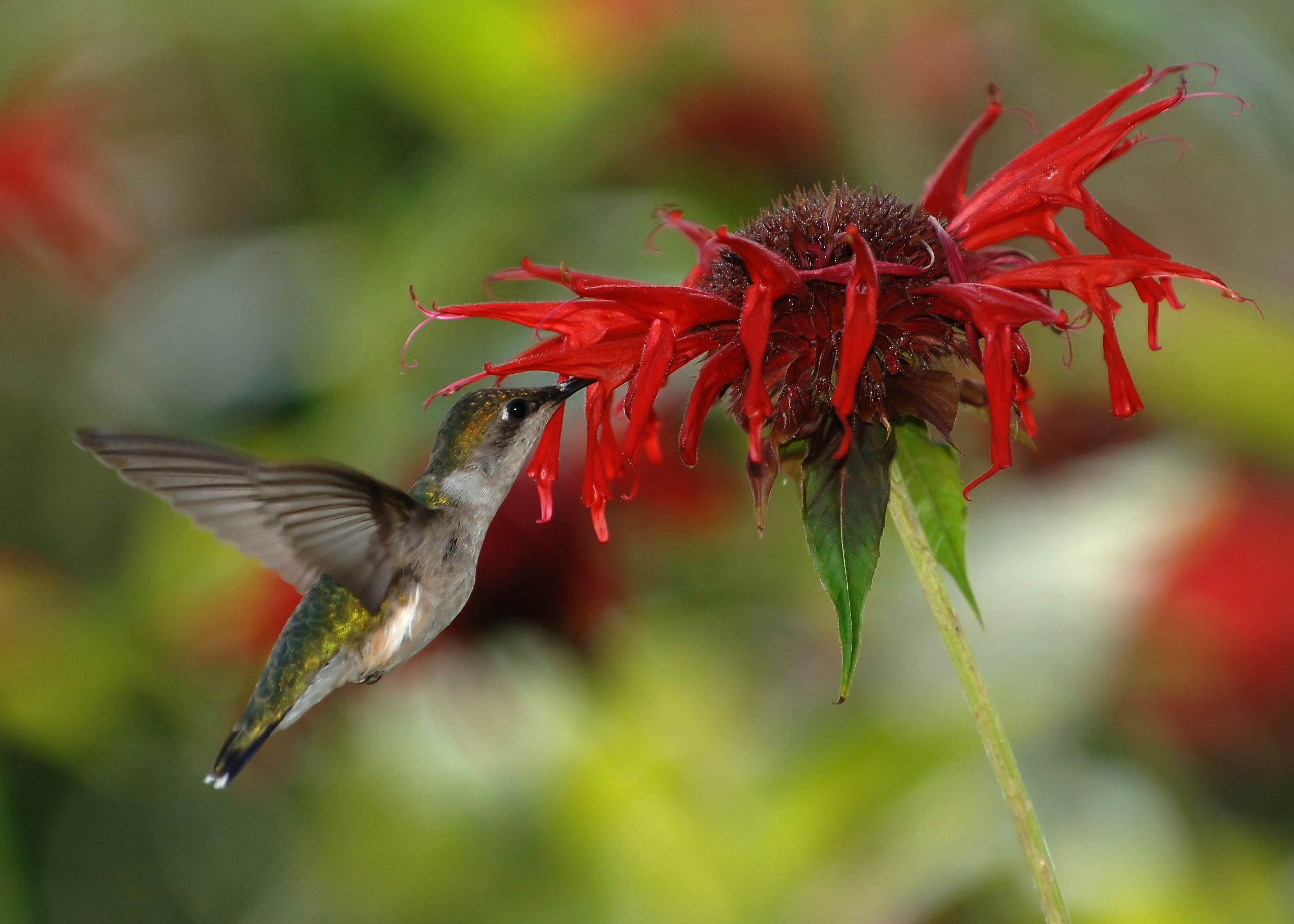
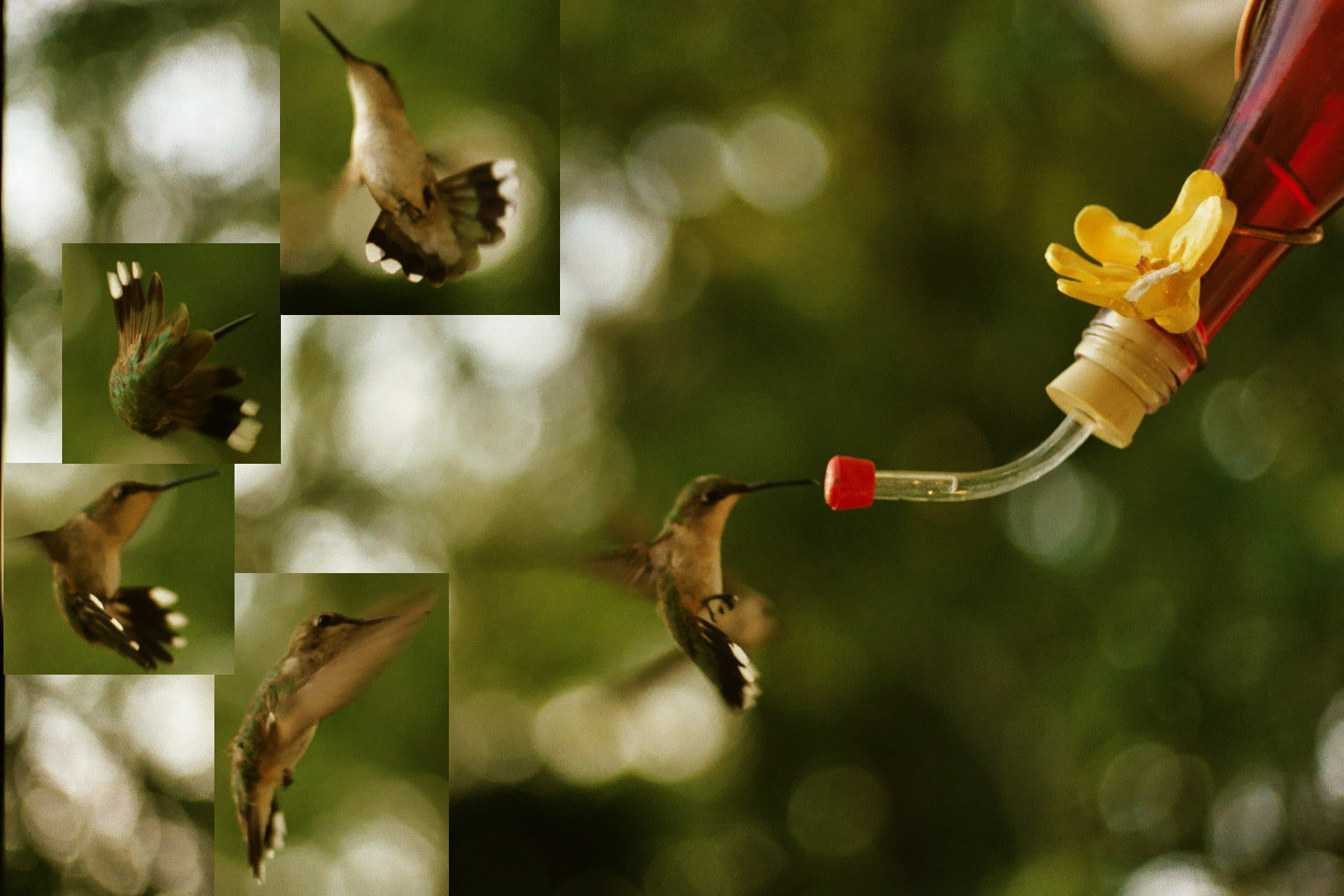